# Джеси Лийч
Джеси Дейвид Лийч (на английски: Jesse Leach) е американски певец, вокалист на метълкор бандата Killswitch Engage. Един от основателите на Killswitch Engage.

## Биография
През 1999 г., Лийч заедно с Майк Д'Антонио, китариста Джоел Строузъл и Адам Дуткевич формират Killswitch Engage.
Участват в челните редици на метълкор сцената. Две седмици преди да тръгнат на турне, Лийч се жени за годеницата си. Често е на турнета и е далеч от жена си. Лийч се депресира. Това влияе и на гласа му по време на концертите. Според Майк Д'Антонио в едно интервю той заявява: „Изглеждаше така, сякаш винаги имаше тъмен облак над главата си.“ Депресията му го подтиква да се оттегли от групата и изчезва от сцената за известно време. Лийч пише имейл на групата като обяснява защо е напуснал. Цитирайки Лийч от интервюто му: „Аз нямах умствена енергия да го кажа, или дори да им се обадя по телефона, а бях в една точка в живота ми, която просто не исках да преживее някой от тях.“ Така той напуска Killswitch Engage през 2002 г.
Лийч се събира с бившите си колеги в двайсет и петата концертна годишнина на Roadrunner United, извършвайки дует с тогавашния вокалист Хауърд Джоунс. Цялата група е на сцената. Хауърд и Джеси пеят My Last Serenade. След края на песента Лийч благодари на публиката за тяхната подкрепа през своят труден период от живота си.
През 2003 г. Джеси се присъединява към бандата Seemless.
През 2008 г. Джеси създава групата The Empire Shall Fall. Бандата пуска първия си самостоятелен албум Awaken, който е представен на 17 ноември 2009 г.
Завръща се в Killswitch Engage в началото на февруари 2012 г. след 10 годишно отсъствие. Заменя на вокалите Хауърд Джоунс, който напуска групата поради лични причини.

## Дискография
- Corrin – Despair Rides On Angel Wings (1995)
- Corrin – Corrin/Arise Split (1996)
- Corrin – Plutonian Shores (1998)
- Nothing Stays Gold – Nothing Stays Gold (EP) (1998)
- Killswitch Engage – Killswitch Engage (2000)
- Killswitch Engage – Alive or Just Breathing (2002)
- Seemless – Seemless (2005)
- Seemless – What Have We Become (2006)
- The Empire Shall Fall – Awaken (2009)
- The Empire Shall Fall – Solar Plexus (The Empire Shall Fall Album) (2011)[2]
- Times of Grace – The Hymn of a Broken Man (2011)
- Killswitch Engage – Disarm the Descent (2013)